# セントロ・スポルチーヴォ・アラゴアーノ
セントロ・スポルチーヴォ・アラゴアーノ (ポルトガル語: Centro Sportivo Alagoano) 、通称CSA（セー・エスィ・アー）は、ブラジル・アラゴアス州マセイオを本拠地とするサッカークラブである。
カンピオナート・アラゴアーノ（アラゴアス州選手権）で最多の優勝回数を誇る。最大のライバルは同じマセイオのクルーベ・ジ・レガタス・ブラジル。
チームの愛称・マスコットはブルーバード（ルリツグミ、Azulão）である。マークにある「União E Força」とは『団結と力』を意味するポルトガル語である。

## 歴史
1913年9月7日にセントロ・スポルチーヴォ・セテ・デ・セテンブロ (Centro Sportivo Sete de Setembro) として創設された。クラブ名のセテ・デ・セテンブロはブラジルの独立記念日である9月7日を意味する。クラブは1914年にセントロ・スポルチーヴォ・フロリアーノ・ペイショト (Centro Sportivo Floriano Peixoto) に改名された。チーム名のフロリアーノ・ペイショトは、第2代ブラジル大統領にして三国同盟戦争の英雄から来ている。それから4年後の1918年に現在のクラブ名になった。
1928年、クラブはカンピオナート・アラゴアーノに優勝して最初のタイトルを獲得した。
1980年代にはカンピオナート・ブラジレイロ・セリエBの決勝に3度進出したが、1980年はパラナ州のロンドリーナEC、1982年はリオデジャネイロ州のカンポ・グランデAC、1983年はサンパウロ州のCAジュベントスに敗れ、いずれも2位で終えた。
1999年にコパ・ド・ノルデスチで4位となったが、上位3チームがコパCONMEBOL出場を辞退したため、CSAが繰り上がりで出場することになった。CSAは決勝まで勝ち進んだが、アルゼンチンのタジェレス・デ・コルドバに2試合合計5-4で敗れた。

## タイトル

### 国内タイトル
- カンピオナート・アラゴアーノ : 37回
  - 1928, 1929, 1933, 1935, 1936, 1941, 1942, 1944, 1949, 1952, 1955, 1956, 1957, 1958, 1960, 1963, 1965, 1965, 1966, 1967, 1971, 1974, 1975, 1980, 1981, 1982, 1984, 1985, 1988, 1990, 1991, 1994, 1996, 1997, 1998, 1999, 2008

### 国際タイトル
なし

## 過去の成績
| セリエA優勝 | セリエA準優勝 | 上位リーグ昇格 | 下位リーグ降格 |
| シーズン | リーグ  | 順位     | 勝点     | 試合数   | 勝       | 分       | 敗       | 得点     | 失点     |
| -------- | ------- | -------- | -------- | -------- | -------- | -------- | -------- | -------- | -------- |
| 2008     | セリエC | 57位     | 3        | 6        | 1        | 0        | 5        | 4        | 10       |
| 2009     | セリエD | 27位     | 7        | 6        | 1        | 4        | 1        | 5        | 6        |
| 2010     | セリエD | 12位     | 16       | 8        | 5        | 1        | 2        | 15       | 14       |
| 2011     | セリエD | 参戦せず | 参戦せず | 参戦せず | 参戦せず | 参戦せず | 参戦せず | 参戦せず | 参戦せず |
| 2012     | セリエD | 9位      | 21       | 10       | 6        | 3        | 1        | 16       | 5        |
| 2013     | セリエD | 39位     | 4        | 8        | 1        | 1        | 6        | 6        | 13       |
| 2014     | セリエD | 参戦せず | 参戦せず | 参戦せず | 参戦せず | 参戦せず | 参戦せず | 参戦せず | 参戦せず |
| 2015     | セリエD | 参戦せず | 参戦せず | 参戦せず | 参戦せず | 参戦せず | 参戦せず | 参戦せず | 参戦せず |
| 2016     | セリエD | 2位      | 30       | 16       | 9        | 3        | 4        | 26       | 15       |
| 2017     | セリエC |          |          |          |          |          |          |          |          |

## 歴代監督
- ルイス・フェリペ・スコラーリ 1982
- ペリクレス・シャムスカ 1998

## 歴代所属選手
- トニーニョ 1996

### DF
- ルイス・フェリペ・スコラーリ 1981
- ミネイロ 2004-2006

### MF
- / デコ 1997
- アドリアーノ 2003
- マテウス・サヴィオ 2019

### FW
- ジーダ 1950-1953
- カターニャ 1993-1995
- ダヴィ 2005
- トジン 2008-2009

この他にも「サッカーの女王」と呼ばれるマルタ・ビエイラ・ダ・シルバもユース時代をこのクラブで過ごしている。（彼女はプロキャリアをCRヴァスコ・ダ・ガマで開始している）